# Aphaobius muellerianus
Aphaobius muellerianus – gatunek chrząszcza z rodziny grzybinkowatych i podrodziny zyzkowatych. Endemit Słowenii.

## Taksonomia
Gatunek ten opisany został po raz pierwszy w 1963 roku przez Egona Pretnera. Miejscem typowym jest Bidovčeva luknja w Zgornjej Besnicy w Słowenii.

## Morfologia
Chrząszcz o ciele długości od 3,2 do 3,6 mm, należący do największych przedstawicieli rodzaju. Ubarwienie ma w całości ciemnobrązowe. Głowa jest pozbawiona oczu i zaopatrzona w długie, cienkie czułki, u samca sięgające niemal do szczytu pokryw, u samicy nieco krótsze. Ostatni człon czułków jest bardzo długi i chudy. Przedplecze jest poprzeczne, najszersze u nasady, o bocznych brzegach łukowato zakrzywionych w części przedniej i zafalowanych lub prostych w części tylnej, a tylnych kątach ostrych i dobrze zaznaczonych. Pokrywy są w zarysie jajowate, najszersze mniej więcej pośrodku, wyraźnie wysklepione, o poprzecznie rowkowanej powierzchni. W genitaliach samca płat środkowy edeagusa jest tak długi jak paramery, w widoku grzbietowym o prawie równoległych bokach i rozlegle zaokrąglonym szczycie.

## Ekologia i występowanie
Owad palearktyczny, południowoeuropejski, endemiczny dla Słowenii. Znany jest z tylko dwóch nieodległych stanowisk w okolicy wsi Zgornja Besnica. Jednym jest szyb Bidovčeva luknja, drugim zaś Jeralovo brezno. Oba stanowiska leżą w obszarze krasowym góry Rovnik.
Współwystępuje z jaskiniowymi biegaczowatymi Anophthalmus besnicensis i Anophthalmus micklitzi rovnicensis.